# دوشان كوفاتشيفيتش
دوشان كوفاتشيفيتش هو مجدف (وحمل سابقاً جنسية يوغوسلافيا)، ولد في 8 أبريل 1960.

## وصلات خارجية
- دوشان كوفاتشيفيتش على موقع الاتحاد الدولي للتجديف (الإنجليزية)
- دوشان كوفاتشيفيتش على موقع اللجنة الأولمبية الدولية (الإنجليزية)
- دوشان كوفاتشيفيتش على موقع أوليمبيديا (الإنجليزية)